# 洛格罗涅斯体育联盟
洛格罗涅斯体育联盟（Unión Deportiva Logroñés），是西班牙洛格罗尼奥市的一个足球俱乐部。该队现参加西班牙皇家足協甲組聯賽。